# Naaldbinden

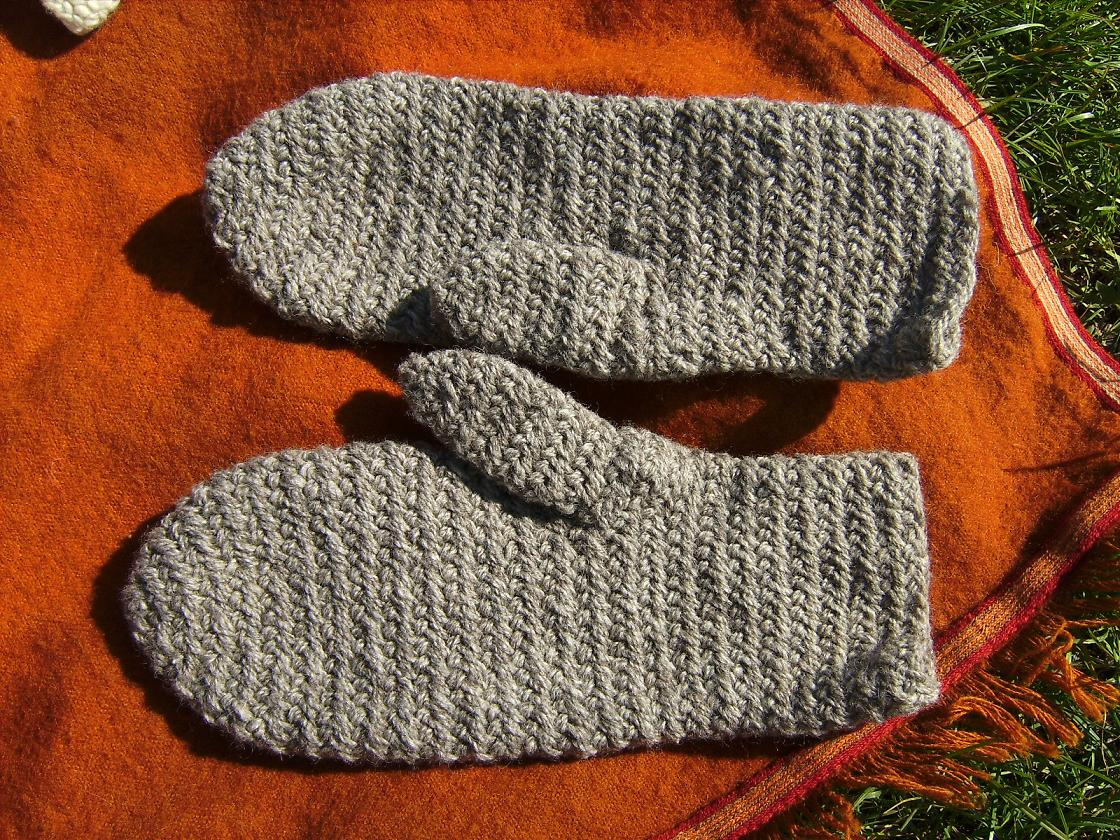
Wanten in naaldbind-techniek

Naaldbinden (van het Deens: Nålebinding) is waarschijnlijk de oudste manier om een stuk textiel te creëren.
Naaldbinden lijkt op haken, met het grote verschil dat er niet met een haaknaald, maar een naald gewerkt wordt en met korte stukken draad. De draad wordt met de naald door een lus gehaald, waardoor een nieuwe lus ontstaat. Het werk dat zo gemaakt wordt is erg sterk en moeilijk uit te halen. De techniek is tijdens de laatste eeuwen verdrongen door breien en haken, technieken die veel sneller resultaat geven dan naaldbinden. 
In de wereld van levende geschiedenis wordt deze techniek nog wel veel beoefend, met name door de middeleeuwse groepen.
De oudste vondsten komen onder andere uit Judea (6500 v.Chr.) en Denemarken (4500 v.Chr.) Nog steeds wordt de techniek beoefend, maar in Europa vooral in Zweden.

## Gereedschap
Bij naaldbinden wordt gebruik gemaakt van een platte naald van 5 tot 10 cm lengte, met een stompe punt. Deze naalden kunnen gemaakt zijn van bot, gewei, hout en metaal. In de twintigste eeuw werden ook kunststof naalden geproduceerd.

## Materialen
De gebruikte draden zijn meestal van wol, maar andere vezels kunnen ook worden gebruikt. Deze draden, van niet meer dan 2 meter lengte, worden tijdens het proces aan elkaar vervilt of op een andere manier aan elkaar verbonden. 